# Jason Wong
Jason Wong es un actor británico. Es conocido por su papel de Kai en la serie de ITV Strangers (2018).

## Biografía
Wong nació de un padre malayo y una madre singapurense, ambos de habla cantonesa, y se crio en una finca del oeste de Londres. Se formó en la Royal Central School of Speech and Drama. Después de graduarse, Wong pasó un año enseñando teatro e inglés en Hong Kong.

### Carrera
En 2012, Wong participó en la serie Missing de American Broadcasting Company.
En 2014, coprotagonizó el largometraje Jarhead 2: Field of Fire.
Wong también protagonizó el drama criminal Panic con David Gyasi, estrenado en 2016, y apareció en el drama criminal Strangers, transmitido por ITV en 2018.
Apareció en la miniserie Chimerica de Channel 4, estrenada en la primavera de 2019, e interpretó el papel de Phuc en The Gentlemen, que se estrenó en cines en 2020.
Se unió a Silent Witness de la BBC en 2021 para la Serie 24 solo como Adam Yuen habitual. El 13 de mayo de 2021, Wong fue elegido como Dralas en Dungeons & Dragons: Honor Among Thieves.

## Filmografía

### Cine
| Año  | Título                                  | Papel                          | Notas        |
| ---- | --------------------------------------- | ------------------------------ | ------------ |
| 2023 | Guy Ritchie's The Covenant              | Joshua "JJ" Jung               |              |
| 2023 | Dungeons & Dragons: Honor Among Thieves | Dralas                         |              |
| 2022 | The 355                                 | Stevens                        |              |
| 2021 | Swipe Right                             | Amigo masculino en el teléfono | cortometraje |
| 2021 | Wrath of Man                            | Agente del FBI Okey            |              |
| 2019 | The Gentlemen                           | Phuc                           |              |
| 2019 | Intrigo: Dear Agnes                     | Benjamin Delgado               |              |
| 2018 | Solo: A Star Wars Story                 | Ejecutor de control de armas   |              |
| 2014 | Panic                                   | Dao                            |              |
| 2014 | Jarhead 2: Field of Fire                | Li                             |              |
| 2014 | Asylum                                  | Lim                            | Video        |
| 2013 | Redemption                              | Chinese Guy                    | Video        |
| 2010 | Rapture                                 | Kyou                           | cortometraje |

### Televisión
| Año  | Título               | Papel            | Notas       |
| ---- | -------------------- | ---------------- | ----------- |
| 2021 | Silent Witness       | Dr. Adam Yuen    | 4 episodios |
| 2021 | Midsomer Murders     | Stephan Ashworth | 1 episodio  |
| 2019 | Chimerica            | Zhao             | 3 episodios |
| 2018 | White Dragon         | Kai              | 6 episodios |
| 2014 | 24: Live Another Day | Agente McRoberts | 1 episodio  |
| 2012 | Missing              | Fitzpatrick      | 7 episodios |
| 2010 | Spirit Warriors      | Howler           | 1 episodio  |